# Municipio de Forest City (Illinois)
El municipio de Forest City (en inglés: Forest City Township) es un municipio ubicado en el condado de Mason en el estado estadounidense de Illinois. En el año 2010 tenía una población de 522 habitantes y una densidad poblacional de 6,05 personas por km².

## Geografía
El municipio de Forest City se encuentra ubicado en las coordenadas 40°20′24″N 89°49′37″O / 40.34000, -89.82694. Según la Oficina del Censo de los Estados Unidos, el municipio tiene una superficie total de 86.28 km², de la cual 86,28 km² corresponden a tierra firme y (0 %) 0 km² es agua.

## Demografía
Según el censo de 2010, había 522 personas residiendo en el municipio de Forest City. La densidad de población era de 6,05 hab./km². De los 522 habitantes, el municipio de Forest City estaba compuesto por el 97,89 % blancos, el 0,96 % eran amerindios, el 0,19 % eran asiáticos y el 0,96 % eran de una mezcla de razas. Del total de la población el 0 % eran hispanos o latinos de cualquier raza.